# Liste der Biografien/Erb
Liste der Biografien |
Portal Biografien |
Personensuche
# |
A |
B |
C |
D |
E |
F |
G |
H |
I |
J |
K |
L |
M |
N |
O |
P |
Q |
R |
S |
T |
U |
V |
W |
X |
Y |
Z |
?
 
Ea |
Eb |
Ec |
Ed |
Ee |
Ef |
Eg |
Eh |
Ei |
Ej |
Ek |
El |
Em |
En |
Eo |
Ep |
Eq |
Er |
Es |
Et |
Eu |
Ev |
Ew |
Ex |
Ey |
Ez
 
Era |
Erb |
Erc |
Erd |
Ere |
Erf |
Erg |
Erh |
Eri |
Erj |
Erk |
Erl |
Erm |
Ern |
Ero |
Erp |
Err |
Ers |
Ert |
Eru |
Erv |
Erw |
Erx |
Ery |
Erz
Die Liste der Biografien führt alle Personen auf, die in der deutschsprachigen Wikipedia einen Artikel haben. Dieses ist eine Teilliste mit 222 Einträgen von Personen, deren Namen mit den Buchstaben „Erb“ beginnt.

## Erb
- Erb, Alfons (1907–1983), deutscher Journalist und der Gründer des Maximilian-Kolbe-Werkes
- Erb, Anselm (1688–1767), Abt der Reichsabtei Ottobeuren
- Erb, Carl August (1791–1873), deutscher Rechtswissenschaftler, Hochschullehrer, Philosoph und Mathematiker
- Erb, Christian (* 1959), Schweizer Diskuswerfer Rekordhalter, Kugelstösser, Olympionike
- Erb, Christoph (* 1973), Schweizer Jazzmusiker
- Erb, Donald (1927–2008), US-amerikanischer Komponist
- Erb, Elke (1938–2024), deutsche Lyrikerin und ÜbersetzerinElke Erb (1938–2024)

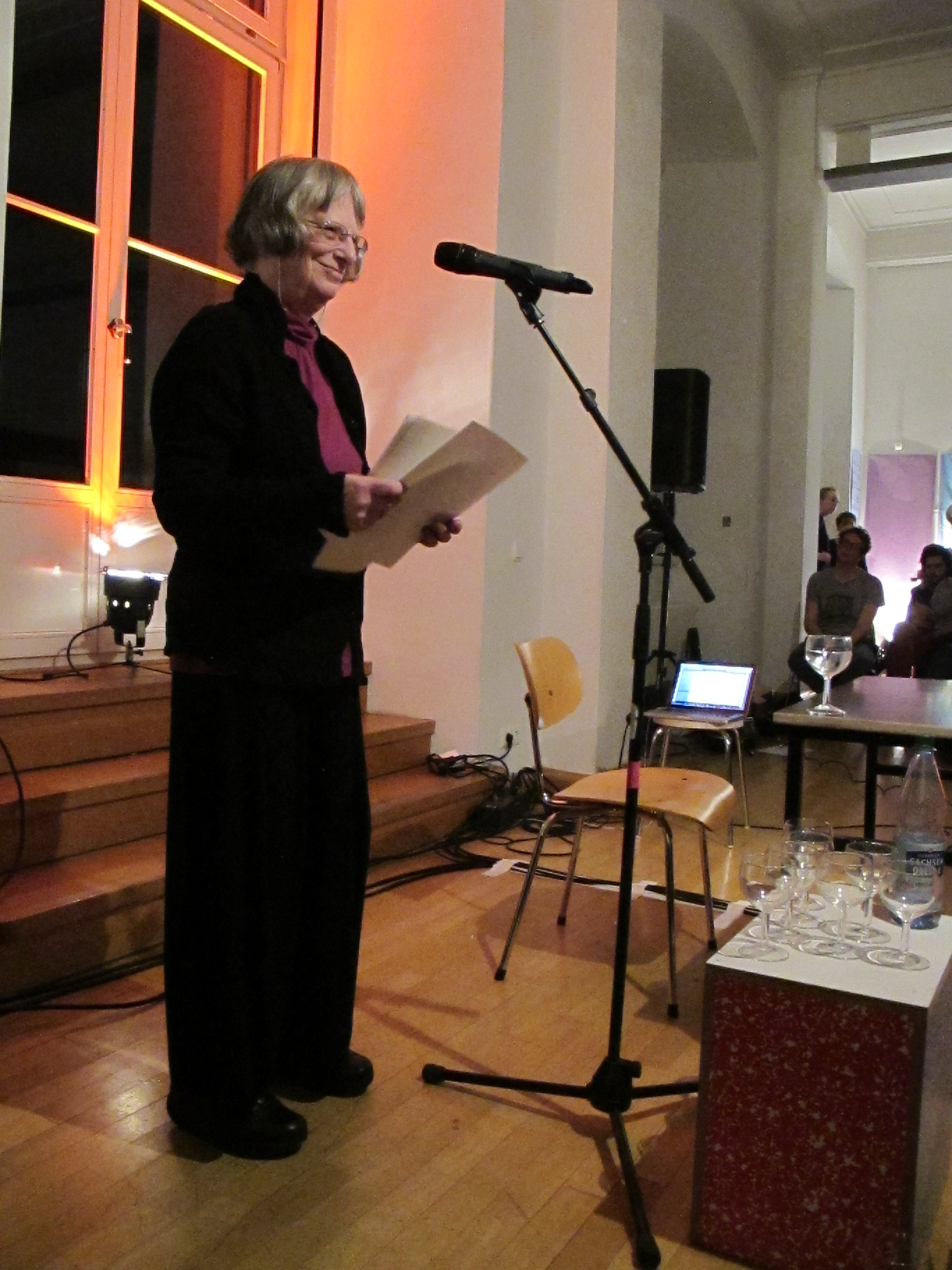
Elke Erb (1938–2024)

- Erb, Erno (1878–1943), polnischer Maler jüdischer Abstammung
- Erb, Ewald (1903–1978), deutscher Literaturwissenschaftler
- Erb, Fritz (1894–1970), Schweizer Journalist, Buchautor, Regimentskommandant und Sport-Funktionär
- Erb, Gottfried (1931–2019), deutscher Politologe
- Erb, Hans-Peter (* 1958), deutscher Psychologe und Hochschullehrer
- Erb, Helmut (* 1945), deutscher Trompeter sowie Hochschullehrer und Hochschulpräsident in Würzburg
- Erb, Hugo (1918–2003), Schweizer Unternehmer
- Erb, Jakob (1858–1940), Schweizer Politiker
- Erb, Johann Adam (1807–1871), Bürgermeister und Abgeordneter des Provinziallandtages der Provinz Hessen-Nassau
- Erb, Johannes (1635–1701), Schweizer reformierter Geistlicher
- Erb, Jörg (1899–1975), Religionspädagoge und christlicher Autor
- Erb, Jörg (* 1960), deutscher Musiker, Komponist und Textdichter
- Erb, Josef (1921–2006), deutscher Fußballspieler
- Erb, Josef Theodor (1874–1934), Schweizer Geologe, Erdölpionier und Manager
- Erb, Joseph († 1798), deutscher Architekt, Stadtbaumeister in Düsseldorf sowie Lehrer für Baukunst an der Kunstakademie Düsseldorf
- Erb, Karl (1877–1958), deutscher Opernsänger (Tenor)
- Erb, Karl (1926–2018), Schweizer Sportjournalist und Buchautor
- Erb, Klodin (* 1963), Schweizer Malerin
- Erb, Leo (1923–2012), deutscher Künstler
- Erb, Leopold (1861–1946), österreichischer Lehrer und Politiker, Landtagsabgeordneter, Abgeordneter zum Nationalrat
- Erb, Lucien (1887–1972), französischer Autorennfahrer
- Erb, Marie-Joseph (1858–1944), französischer Organist, Komponist und Musikpädagoge
- Erb, Mario (* 1990), deutscher Fußballspieler
- Erb, Matthias († 1571), deutscher evangelischer Theologe und Reformator
- Erb, Paul (1894–1984), mennonitischer Theologe
- Erb, Rainer (* 1945), deutscher Soziologe, Privatdozent und Buchautor
- Erb, Roger (* 1961), deutscher Physiker und Hochschullehrer
- Erb, Roland (* 1943), deutscher Schriftsteller und Lyriker
- Erb, Rolf (1951–2017), Schweizer Unternehmer und verurteilter Betrüger
- Erb, Sara (* 1993), österreichische Schriftstellerin
- Erb, Tobias J. (* 1979), deutscher Biologe und Chemiker
- Erb, Ute (* 1940), deutsche Schriftstellerin und Lyrikerin
- Erb, Valentin (* 1989), deutscher Schauspieler
- Erb, Volker (* 1964), deutscher Jurist und Professor
- Erb, Werner (1932–2017), deutscher Fußballspieler
- Erb, Wilhelm (1840–1921), deutscher NeurologeWilhelm Erb (1840–1921)

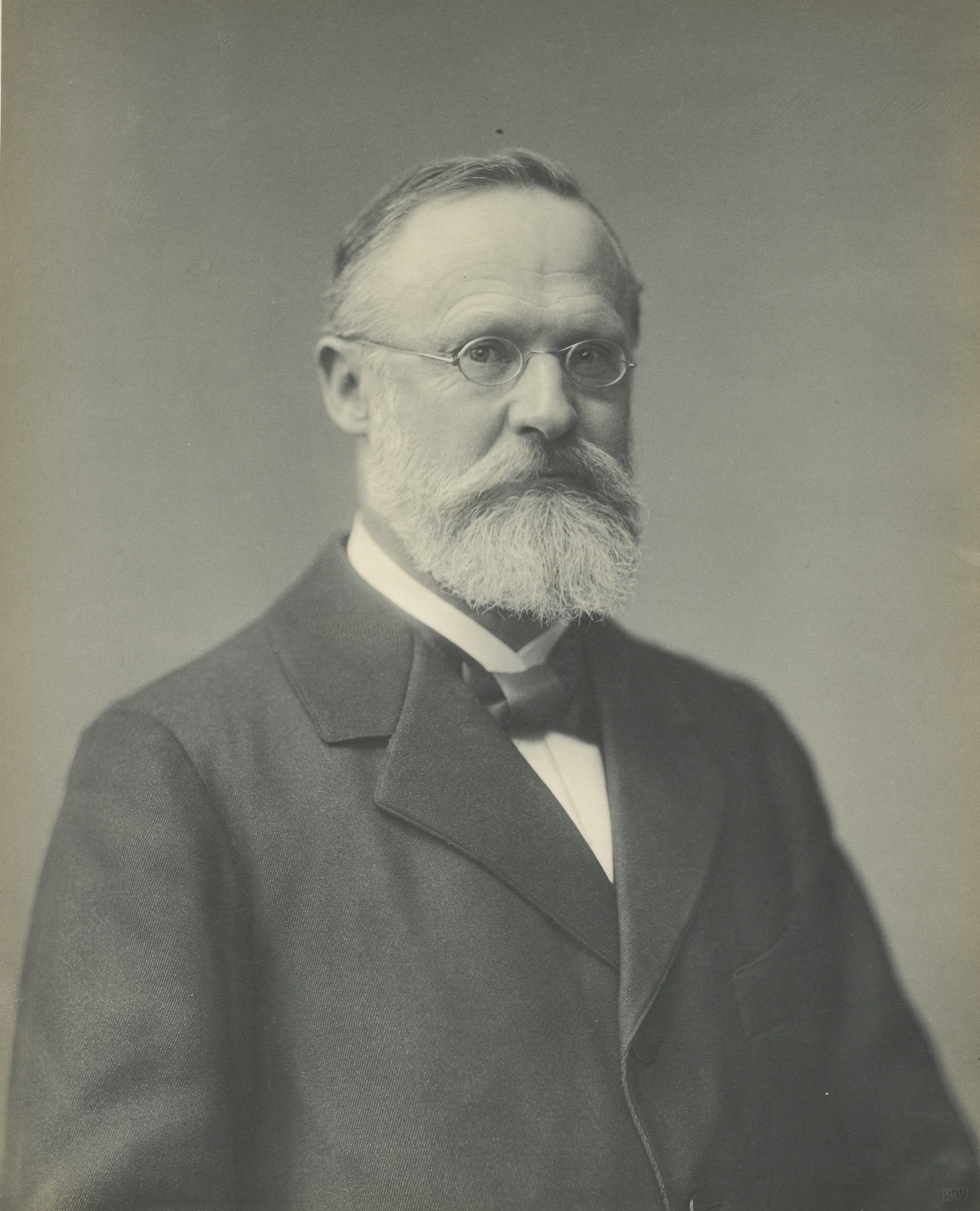
Wilhelm Erb (1840–1921)

### Erba
- Erba Odescalchi, Benedetto (1679–1740), Erzbischof von Mailand (1712–1737) und Kardinal der römisch-katholischen Kirche
- Erba, Andrea Maria (1930–2016), italienischer Geistlicher, Bischof von Velletri-Segni
- Erba, Camillo (1909–1961), italienischer Radrennfahrer
- Erba, Luciano (1922–2010), italienischer Lyriker, Französist und Übersetzer
- Erbach, Alois (1888–1972), deutscher Grafiker und Maler
- Erbach, Christian († 1635), deutscher Komponist und Organist des Frühbarock
- Erbach, Günter (1928–2013), deutscher Sportfunktionär in der Deutschen Demokratischen Republik (DDR)
- Erbach, Louise Juliane von (1603–1670), deutsche Autorin
- Erbach, Philipp Ludwig zu (1669–1720), Graf zu Erbach und Herr zu Breuberg sowie niederländischer Generalleutnant
- Erbach, Rudolf (1880–1959), deutscher Ingenieur und Schiffbauer
- Erbach-Erbach und von Wartenberg-Roth, Franz zu (1925–2015), deutscher Adelsnachkomme, Besitzer eines landesgeschichtlich und kulturell bedeutenden Privatarchivs und Protektor der katholischen Kirche St. Georg
- Erbach-Erbach, Alexander zu (1891–1952), Abgeordneter der Ersten Kammer der Landstände (Hessen)
- Erbach-Erbach, Arthur zu (1849–1908), Abgeordneter der Ersten Kammer der Landstände (Hessen)
- Erbach-Erbach, Carl zu (1782–1832), Standesherr, Mitglied der Ersten Kammer der Landstände (Hessen), Mitglied der Württembergischen Kammer der Landstände
- Erbach-Erbach, Eberhard zu (1818–1884), Standesherr, Mitglied der Ersten Kammer der Landstände (Hessen), Mitglied der Württembergischen Kammer der Landstände, Reichrat des Königreichs Bayern
- Erbach-Erbach, Eberhard zu (1886–1917), Abgeordneter der Ersten Kammer der Landstände (Hessen)
- Erbach-Erbach, Friedrich Karl zu (1680–1731), deutscher Komponist
- Erbach-Erbach, Friedrich zu (1785–1854), bayerischer Generalmajor, Mitglied der Ersten Kammer der Landstände (Hessen)
- Erbach-Erbach, Georg Albrecht zu (1844–1915), Standesherr, Abgeordneter der Ersten Kammer der Landstände (Hessen), Bayerischer Reichrat
- Erbach-Erbach, Sophia Albertine von (1683–1742), Herzogin von Sachsen-HildburghausenSophia Albertine von Erbach-Erbach (1683–1742)

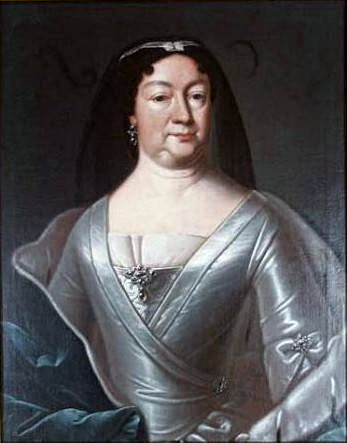
Sophia Albertine von Erbach-Erbach (1683–1742)

- Erbach-Erbach, Sophie Erdmuthe zu (1725–1795), Fürstin von Nassau-Saarbrücken
- Erbach-Fürstenau, Adalbert zu (1828–1867), Abgeordneter der Landstände des Großherzogtums Hessen
- Erbach-Fürstenau, Adalbert zu (1861–1944), Landtagsabgeordneter Großherzogtum Hessen
- Erbach-Fürstenau, Albrecht zu (1787–1851), Landtagspräsident Großherzogtum Hessen
- Erbach-Fürstenau, Alfred zu (1813–1874), deutscher Standesherr und hessischer Politiker
- Erbach-Fürstenau, Alfred zu (1905–1988), deutscher Politiker (CDU), MdL
- Erbach-Fürstenau, Christian Karl zu (1757–1803), regierender Graf und preußischer Generalmajor
- Erbach-Fürstenau, Edgar zu (1818–1879), Landtagsabgeordneter Großherzogtum Hessen, Oberst
- Erbach-Fürstenau, Elias zu (1866–1950), Landtagsabgeordneter Großherzogtum Hessen
- Erbach-Fürstenau, Friedrich August zu (1754–1784), regierender Graf
- Erbach-Fürstenau, Hugo zu (1832–1894), Landtagsabgeordneter Großherzogtum Hessen, Major
- Erbach-Fürstenau, Ludwig zu (1788–1865), österreichischer Kämmerer
- Erbach-Schönberg, Alexander zu (1872–1944), deutscher Adliger
- Erbach-Schönberg, Emil zu (1789–1828), deutscher Adliger
- Erbach-Schönberg, Georg Ludwig II. zu (1723–1777), Graf aus dem Haus Erbach-Schönberg
- Erbach-Schönberg, Gustav Ernst zu (1739–1812), französischer Oberst, preußischer Generalmajor und Graf von Erbach-Schönberg
- Erbach-Schönberg, Gustav Ernst zu (1840–1908), deutscher Adliger
- Erbach-Schönberg, Gustav zu (1791–1813), Offizier unter Napoleon, Mitglied der Ehrenlegion
- Erbach-Schönberg, Karl Eugen zu (1732–1816), österreichischer Offizier
- Erbach-Schönberg, Ludewig III. zu (1792–1863), deutscher Adliger
- Erbach-Schönberg, Maximilian zu (1787–1823), deutscher Standesherr
- Erbach-Schönberg, Victor zu (1880–1967), deutscher Diplomat und Adliger
- Erbacher, Brielle (* 1999), australische Hindernisläuferin
- Erbacher, Josef (1910–1974), deutscher Politiker (BHE, FDP), MdL
- Erbacher, Jürgen (* 1970), deutscher Theologe, Politikwissenschaftler und Journalist
- Erbacher, Maximilian (* 1970), deutscher Künstler
- Erbacher, Rhabanus (1937–2025), deutscher Ordenspriester, Komponist und Gregorianik-Spezialist
- Erbacher, Urs (* 1961), Schweizer Dragster-Rennfahrer
- Erbacher, Walther (* 1940), deutscher Komponist und Hochschullehrer
- Erbakan, Fatih (* 1979), türkischer Ingenieur und Politiker
- Erbakan, Mehmet Sabri (* 1967), deutscher Arzt, Vorsitzender und Generalsekretär der Islamischen Gemeinschaft Milli Görüş
- Erbakan, Necmettin (1926–2011), türkischer islamistischer PolitikerNecmettin Erbakan (1926–2011)

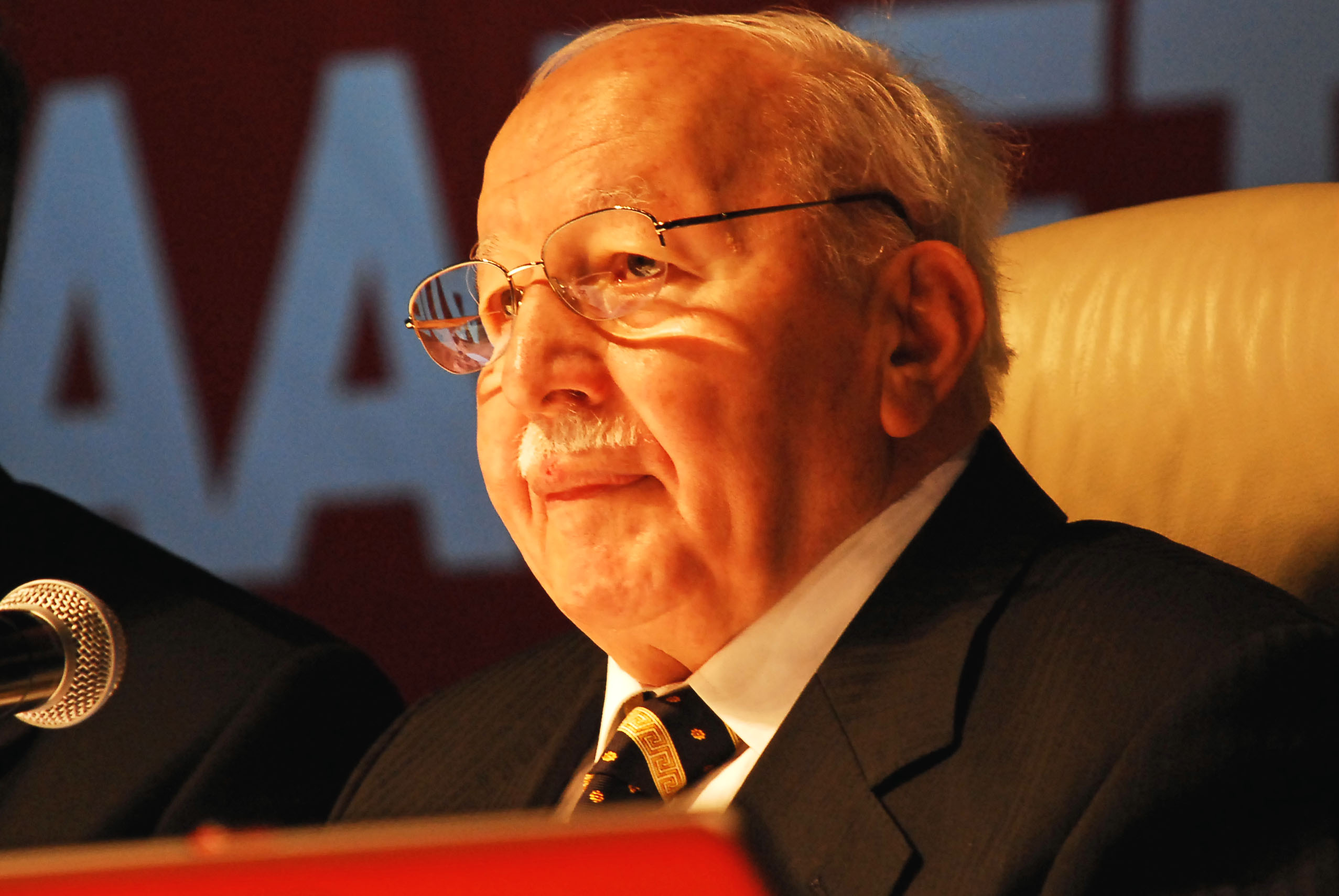
Necmettin Erbakan (1926–2011)

- Erban, Evžen (1912–1994), tschechoslowakischer Politiker
- Erban, Friedrich (1914–1963), österreichischer Filmproduktionsleiter
- Erban, Róbert (* 1972), tschechoslowakischer und slowakischer Kanute
- Erbanová, Karolína (* 1992), tschechische Eisschnellläuferin und Eishockeyspielerin
- Erbar, Jakob (1878–1935), deutscher Schriftsetzer, Typograf und Lehrer
- Erbar, Ralph (* 1960), deutscher Historiker, Geschichtsdidaktiker und Pädagoge
- Erbaş, Ali (* 1961), türkischer islamischer TheologeAli Erbaş (* 1961)

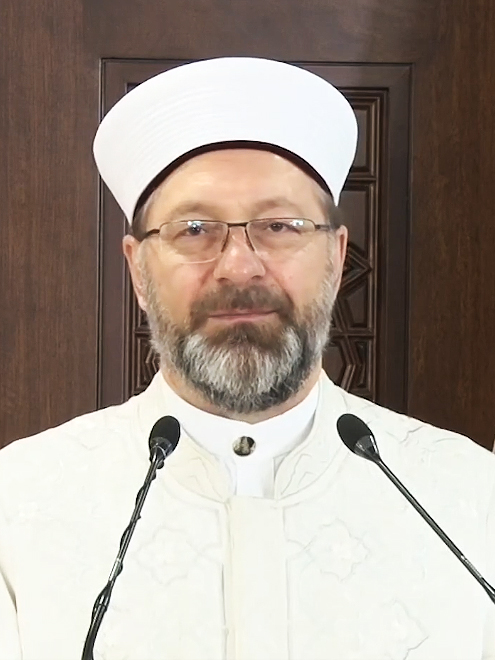
Ali Erbaş (* 1961)

- Erbay, İlker (* 1984), türkischer Fußballspieler
- Erbay, Vedat (* 1967), türkischer Bogenschütze

### Erbe
- Erbe, Adele (1824–1892), Dichterin, Frauenrechtlerin und Revolutionärin der Revolutionen 1848/1849
- Erbe, Albert (1868–1922), deutscher Architekt, Stadtplaner und Baubeamter
- Erbe, Angela (1942–2020), deutsche Ärztin und Autorin (SPD)
- Erbe, Christian O. (* 1961), deutscher Unternehmer
- Erbe, Eugen Edmund (1847–1908), deutschbaltischer Jurist und Politiker
- Erbe, Fritz († 1548), deutscher Täufer
- Erbe, Günter (* 1943), deutscher Kultur- und Literatursoziologe
- Erbe, Hans (1892–1953), deutscher Politiker (FDP), MdBB
- Erbe, Hans Alfred (1823–1895), sächsischer Jurist und Mitglied der Frankfurter Nationalversammlung
- Erbe, Helmut (1911–1978), deutsch-südafrikanischer Germanist
- Erbe, Karl (1874–1946), Abgeordneter des Provinziallandtages der Provinz Hessen-Nassau
- Erbe, Kathryn (* 1966), US-amerikanische SchauspielerinKathryn Erbe (* 1966)

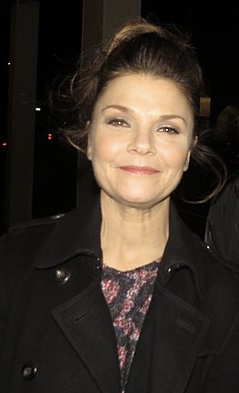
Kathryn Erbe (* 1966)

- Erbe, Michael (* 1940), deutscher Historiker
- Erbe, Norman A. (1919–2000), US-amerikanischer Politiker
- Erbe, Paul (1894–1972), deutscher Maler
- Erbe, Reinhard (1885–1946), deutscher Lokalpolitiker
- Erbe, Walter (1890–1963), deutscher Jurist und Politiker
- Erbe, Walter (1909–1967), deutscher Politiker (FDP/DVP), MdL
- Erbe-Vogel, Hermann (1907–1976), deutscher Maler
- Erbek, Harun (* 1986), österreichischer Fußballspieler
- Erbektaş, Merve (* 1996), türkische Handball- und Beachhandballspielerin
- Erbel, Bernd (* 1947), deutscher Diplomat
- Erbel, Friedrich (1899–1995), deutscher Berufsschullehrer, Bremer Bürgerschaftsabgeordneter (CDU), MdBB
- Erbel, Günter (* 1936), deutscher Rechtswissenschaftler
- Erbel, Joanna (* 1984), polnische Soziologin
- Erbel, Raimund (* 1948), deutscher Kardiologe
- Erbelding, Robert (1891–1965), deutscher Maler und Grafiker
- Erbele-Küster, Dorothea (* 1969), deutsche evangelische Theologin
- Erben, Adolf (1904–1987), tschechoslowakischer Architekt
- Erben, Balthasar (* 1626), deutscher Kapellmeister und Komponist in Danzig
- Erben, Dietrich (* 1961), deutscher Kunsthistoriker
- Erben, Eva (* 1930), Holocaust-Überlebende und Schriftstellerin
- Erben, Frank-Michael (* 1965), deutscher Musiker
- Erben, František (1874–1942), tschechoslowakischer Kunstturner
- Erben, Gottfried (1902–1979), deutsch-böhmischer Maler
- Erben, Heinrich Karl (1921–1997), deutscher Paläontologe
- Erben, Hermann (1897–1985), österreichisch-US-amerikanischer Arzt, NS-Geheimdienst-Mitarbeiter, Reisender und Forscher
- Erben, Johannes (1925–2023), deutscher Germanist und Linguist
- Erben, Josef (* 1928), deutscher Skirennläufer
- Erben, Karel Jaromír (1811–1870), tschechischer Schriftsteller, Dichter, Übersetzer und Literaturhistoriker
- Erben, Nanni (* 1974), deutsche FilmproduzentinNanni Erben (* 1974)

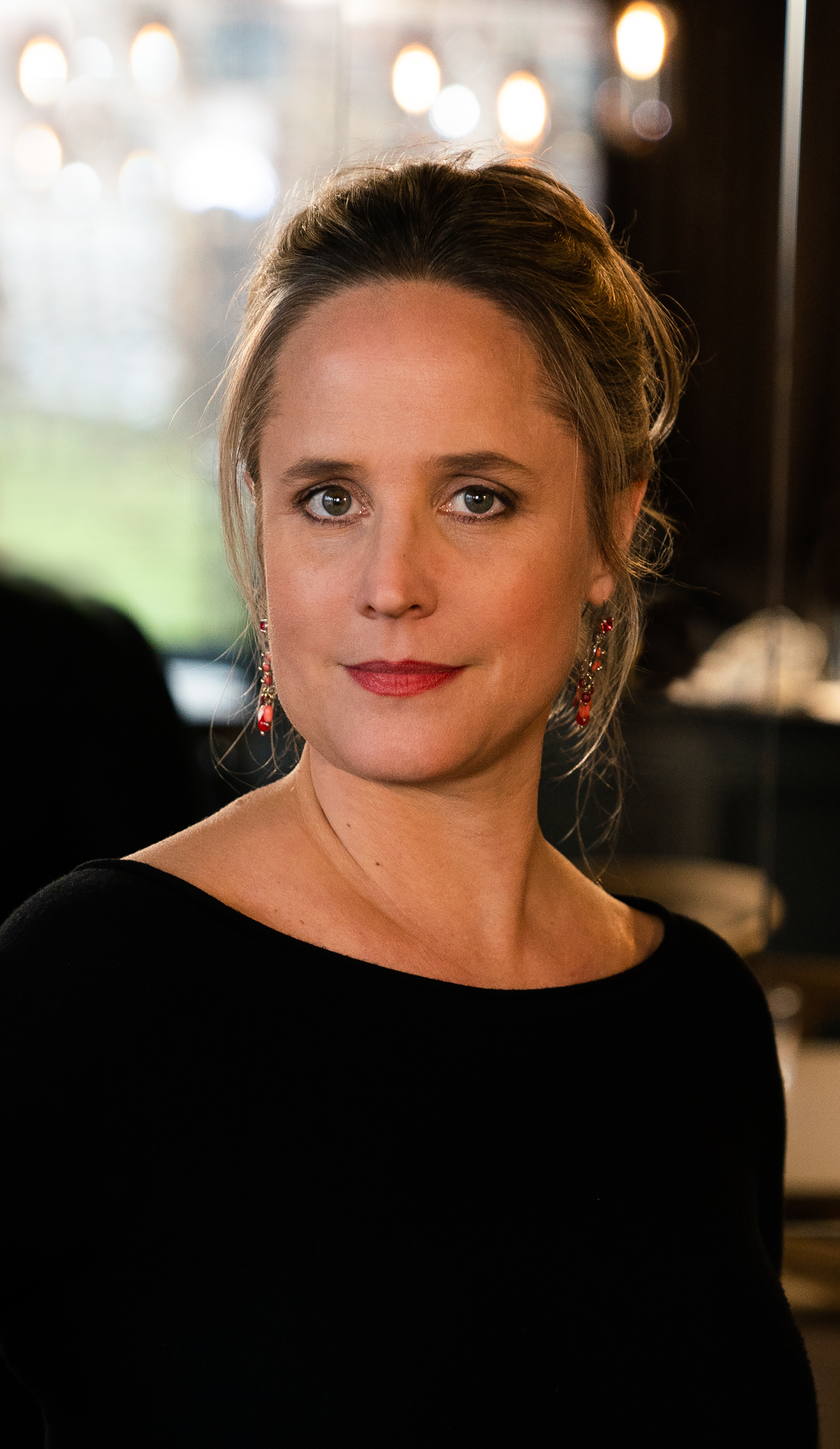
Nanni Erben (* 1974)

- Erben, Nicolaus († 1586), deutscher evangelisch-lutherischer Theologe und Generalsuperintendent
- Erben, Reiner (* 1958), deutscher Politiker (Bündnis 90/Die Grünen)
- Erben, Richard (* 1987), deutscher Schauspieler
- Erben, Rüdiger (* 1967), deutscher Politiker (SPD), MdL, Staatssekretär
- Erben, Stephanie (* 1971), deutsche Politikerin (Bündnis 90/Die Grünen)
- Erben, Tobias (* 1973), deutscher Basketballspieler
- Erben, Ulrich (* 1940), deutscher Maler
- Erben, Václav (1930–2003), tschechischer Journalist und Schriftsteller
- Erben, Valentin (* 1945), österreichischer Cellist und Hochschullehrer
- Erben, Wilhelm (1864–1933), österreichischer Historiker
- Erber, Anton (* 1968), österreichischer Politiker (ÖVP), Landtagsabgeordneter
- Erber, Christl (* 1940), österreichische Schauspielerin bei Bühne, Film und Fernsehen
- Erber, Georg (* 1950), deutscher Wirtschaftswissenschaftler und Ökonometriker
- Erber, Gerhard (1934–2021), deutscher Pianist
- Erber, Josef (1823–1882), österreichischer Naturalienhändler
- Erber, Josef (1897–1987), böhmisch-deutscher SS-Oberscharführer, Aufnahmeleiter des Frauenlagers in Auschwitz, Massenmörder
- Erber, Josef (1904–2000), deutscher Bildhauer und Karikaturist
- Erber, Ursula (* 1934), deutsche Schauspielerin
- Erber, Uschi (* 1962), österreichische Filmeditorin
- Erberich, Rudolf (1927–2009), deutscher Politiker (SPD), MdL
- Erbermann, Vitus (1597–1675), deutscher Jesuit, römisch-katholischer Theologe
- Erbersdobler, Andreas (* 1966), deutscher Pathologe
- Erbersdobler, Helmut F. (* 1937), deutscher Veterinärmediziner und Ernährungswissenschaftler
- Erbersdobler, Otto (1895–1981), deutscher Kaufmann und Politiker (NSDAP), MdR
- Erbert, Otto (1841–1917), deutscher Unternehmer und sächsischer Politiker
- Erbertseder, Robert (1913–2001), bayerischer Gymnasiallehrer und Heimatdichter
- Erbertz, Christina (* 1973), deutsche Drehbuchautorin und Schriftstellerin
- Erbes, Paul (1859–1909), deutscher Turner und Turnschriftsteller
- Erbes, Volker (* 1943), deutscher Schriftsteller
- Erbes, Wjatscheslaw (* 1988), kasachischer Fußballspieler
- Erbesfield-Raboutou, Robyn (* 1963), amerikanische Sportkletterin und Trainerin
- Erbetta, Gladys (* 1928), argentinische Sprinterin
- Erbey, Hasan (* 1991), türkischer Fußballspieler

### Erbg
- Erbguth, Britta (* 1971), deutsche Juristin und Richterin am Bundesgerichtshof
- Erbguth, Frank (* 1956), deutscher Neurologe, Psychiater, Psychologe und Hochschullehrer
- Erbguth, Wilfried (* 1949), deutscher Rechtswissenschaftler

### Erbi
- Erbì, Walter (* 1968), italienischer Geistlicher, römisch-katholischer Erzbischof und Diplomat des Heiligen Stuhls
- Erbig, Heinz (* 1933), deutscher Diplomat (DDR)
- Erbil, Hasan (* 1952), türkischer Jurist und Generalstaatsanwalt beim Kassationshof
- Erbil, Leyla (1931–2013), türkische Schriftstellerin
- Erbil, Mehmet Ali (* 1957), türkischer Schauspieler, Comedian und Showmaster
- Erbio, fränkischer Adliger

### Erbk
- Erbkam, Georg (1811–1876), deutscher Architekt und Bauforscher, preußischer Baubeamter
- Erbkam, Wilhelm Heinrich (1810–1884), deutscher evangelischer Theologe

### Erbl
- Erblich, Mosche Leib (1745–1807), Rabbiner, Autor und Begründer der Sassiwer Dynastie von Chassidim

### Erbo
- Erboğa, Ethem (* 1999), türkischer Fußballspieler
- Erbová, Karla (1933–2024), tschechische Dichterin

### Erbr
- Erbrich, Paul (1928–2009), Schweizer Philosoph und Jesuit
- Erbrich-Crawford, Alexander (* 1965), deutscher Posaunist und Arrangeur
- Erbring, Hans (1903–1982), deutscher Chemiker und Hochschullehrer
- Erbring, Lutz (1938–2021), deutscher Kommunikations- und Politikwissenschaftler

### Erbs
- Erbs, Karl Josef (1885–1970), deutscher Architekt, Baubeamter und Hochschullehrer
- Erbs, Timo (* 1968), deutscher American-Football-Spieler
- Erbschloe, August (1850–1925), deutscher Unternehmer und Stadtverordneter
- Erbschloe, Carl (1847–1902), deutscher Kunstsammler, Mäzen
- Erbse (* 1968), deutscher Comicautor
- Erbse, Hartmut (1915–2004), deutscher Klassischer Philologe
- Erbse, Heimo (1924–2005), deutsch-österreichischer Komponist und Opernregisseur
- Erbshäuser, Heinrich Georg (1844–1905), deutscher Konditormeister
- Erbslöh, Adolf (1881–1947), deutscher MalerAdolf Erbslöh (1881–1947)

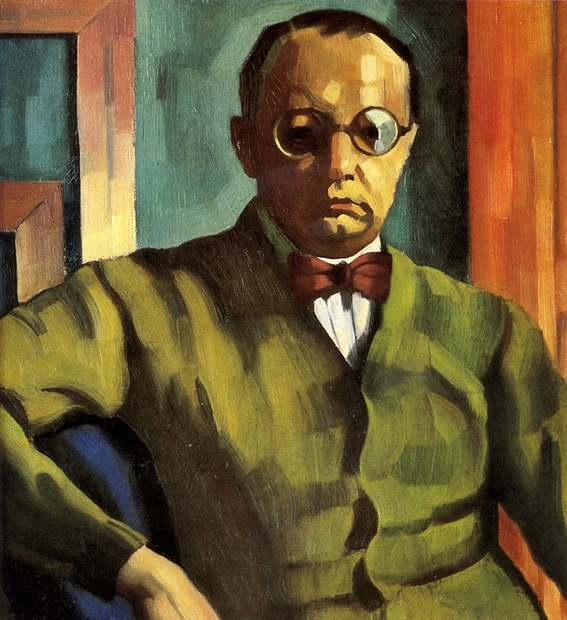
Adolf Erbslöh (1881–1947)

- Erbslöh, Albert (1848–1912), deutscher Firmengründer, Kommerzienrat
- Erbslöh, Friedrich (1918–1974), deutscher Neurologe
- Erbslöh, Joachim (1909–2006), deutscher Mediziner
- Erbslöh, Julius I. (1814–1880), deutscher Fabrikant und Kaufmann
- Erbslöh, Julius II. (1842–1929), deutscher Fabrikant, Kaufmann und Politiker
- Erbslöh, Oskar (1879–1910), Luftfahrtpionier
- Erbslöh, Siegfried (1888–1968), deutscher Unternehmer
- Erbst, Lars (* 1994), deutscher Fußballschiedsrichter
- Erbstein, Albert (1840–1890), deutscher Numismatiker
- Erbstein, Ernő (1898–1949), ungarischer Fußballspieler und -trainer
- Erbstein, Johann Christoph (1720–1805), deutscher evangelischer Geistlicher
- Erbstein, Julius (1838–1907), deutscher Numismatiker
- Erbstein, Julius Theodor (1803–1882), deutscher Archivar und Numismatiker
- Erbstein, Karl Friedrich Wilhelm (1757–1836), deutscher Buchhändler, Historiker und Numismatiker
- Erbstösser, Christoph (* 1965), deutscher Jazzmusiker (Piano, Komposition)
- Erbstößer, Heinz (* 1940), deutscher Leichtathlet

### Erbt
- Erbt, Wilhelm (1876–1944), Antisemit, Theologe, Pfarrer und Schulleiter